# رودلفو غمارا
رودلفو غمارا (بالإسبانية: Rodolfo Vicente)‏ (21 يوليو 1946 - ) هو لاعب كرة قدم أرجنتيني في مركز الوسط. شارك مع منتخب الأرجنتين لكرة القدم. أما مع النوادي، فقد لعب مع أتلتيكو أتلانتا وأيك أثينا وتشاكاريتا جيونيورز وفيرو كاريل أويستي ونادي راسينغ.